# Bas Piémont
 (mai 2019).
Si vous disposez d'ouvrages ou d'articles de référence ou si vous connaissez des sites web de qualité traitant du thème abordé ici, merci de compléter l'article en donnant les références utiles à sa vérifiabilité et en les liant à la section « Notes et références ».
Le Bas Piémont (en italien Basso Piemonte ; Bass Piemont en piémontais) indique une région géographique du Piémont, qui a été un temps la marche Alérame, Marca Aleramica, placée à proximité avec l'Oltregiogo de Ligurie, marqué par les contreforts de l’Apennin ligure.